# ATP Finals 2022 – mužská dvouhra
Mužská dvouhra ATP Finals 2022 probíhala okolo poloviny listopadu 2022. Do singlové soutěže turínského Turnaje mistrů nastoupilo osm nejvýše postavených hráčů v klasifikaci žebříčku ATP Race To Turin. Obhájcem titulu byl Němec Alexander Zverev, který na okruhu absentoval od červnového zranění kotníku z French Open.
Z osmi účastníků předchozího ročníku 2021 do dvouhry zasáhli Stefanos Tsitsipas, Casper Ruud, Daniil Medveděv, Andrej Rubljov a Novak Djoković. Debutanty se stali Kanaďan Félix Auger-Aliassime a Američan Taylor Fritz.
Rafael Nadal a Stefanos Tsitsipas vstoupili do turnaje s možností zakončit sezónu na pozici světové jedničky ve dvouhře poté, co se úřadující světová jednička Carlos Alcaraz odhlásila z Turnaje mistrů a navazujícího finále Davis Cupu pro trhlinu ve vnitřním šikmém svalu břišním levé části stěny, kterou utrpěla ve čtvrtfinále Rolex Paris Masters. Nadal potřeboval celý turnaj ovládnout a Tsitsipas tak musel učinit bez prohry ve skupinové fázi. Nadalova druhá prohra ve skupině a Tsitsipasova první znamenaly, že Alcaraz zakončí sezónu na prvním místě žebříčku ATP jako vůbec nejmladší hráč a první teenager. Nadal usiloval o zkompletování kariérního Super Slamu, když závěrečnou událost roku nevyhrál jako jedinou z velkých turnajů. 
Vítězem se stal osmý hráč žebříčku Novak Djoković ze Srbska, jenž ve finále za 93 minut zdolal norskou světovou čtyřku Caspera Ruuda po dvousetovém průběhu 7–5 a 6–3. Vyhrál tak i čtvrtý vzájemný zápas při bilanci setů 8–0. V probíhající sezóně si připsal páté turnajové vítězství, které představovalo devadesátý první singlový titul na okruhu ATP Tour. Šestou trofejí z Turnaje mistrů vyrovnal rekordní zápis Rogera Federera a ve 35 letech, 5 měsících a 29 dnech se stal nejstarším šampionem závěrečné události, když překonal triumf 30letého Federera z roku 2011. Čtrnáctileté rozpětí mezi první trofejí z roku 2008 a šestou v sezóně 2022 představovalo rovněž rekordní hodnotu. Jako neporažený vítěz si připsal nejvyšší odměnu v předchozí historii tenisu, 4 740 300 dolarů (cca 111 milionů korun). Na závěrečných čtyřech podzimních turnajích dosáhl zápasové bilance 18–1. Přestože nemohl kvůli odmítavému přístupu ke covidové vakcinaci odehrát australskou letní sezónu ani US Open Series, patřila mu v konečné klasifikaci 5. pozice.
23letý Ruud se stal prvním Seveřanem ve finále od Stefana Edberga v roce 1990. Sezónu zakončil na 3. místě jako první Skandinávec v první světové trojce od Edbergovy druhé příčky v roce 1992.

## Nasazení hráčů
1. Rafael Nadal (základní skupina, 200 bodů, 703 300 USD)
2. Stefanos Tsitsipas (základní skupina, 200 bodů, 703 300 USD)
3. Casper Ruud (finále, 800 bodů, 2 156 600 USD)
4. Daniil Medveděv (základní skupina, 0 bodů, 320 000 USD)
5. Félix Auger-Aliassime (základní skupina, 200 bodů, 703 300 USD)
6. Andrej Rubljov (semifinále, 400 bodů, 1 086 000 USD)
7. Novak Djoković (vítěz, 1 500 bodů, 4 740 300 USD)
8. Taylor Fritz (semifinále, 400 bodů, 1 086 000 USD)

## Náhradníci
1. Holger Rune (nenastoupil, 150 000 USD)
2. Hubert Hurkacz (nenastoupil, 150 000 USD)

## Soutěž
| Legenda                                                       |                                                                        |                                                   |
| - Q – kvalifikant - WC – divoká karta - LL – šťastný poražený | - Alt – náhradník - SE – zvláštní výjimka - PR/SR – žebříčková ochrana | - w/o – bez boje - r – skreč - d – diskvalifikace |

### Finálová fáze
|  | Semifinále | Semifinále     | Semifinále     | Semifinále | Semifinále |                |             | Finále | Finále | Finále | Finále | Finále |
|  |            |                |                |            |            |                |             |        |        |        |        |        |
|  | 3          | Casper Ruud    | 6              | 6          |            |                |             |        |        |        |        |        |
|  | 6          | Andrej Rubljov | 2              | 4          |            |                |             |        |        |        |        |        |
|  | 6          | Andrej Rubljov | 2              | 4          |            | 3              | Casper Ruud | 5      | 3      |        |        |        |
|  |            |                |                |            |            | 3              | Casper Ruud | 5      | 3      |        |        |        |
|  |            | 7              | Novak Djoković | 7          | 6          |                |             |        |        |        |        |        |
|  | 7          | 7              | Novak Djoković | 7          | 6          | Novak Djoković | 7           | 78     |        |        |        |        |
|  | 7          |                |                |            |            | Novak Djoković | 7           | 78     |        |        |        |        |
|  | 8          | Taylor Fritz   | 65             | 6          |            |                |             |        |        |        |        |        |

### Zelená skupina
|   |                       | Nadal         | Ruud               | Auger-Aliassime         | Fritz              | Zápasy | Sety       | Hry          | Pořadí |
| 1 | Rafael Nadal          |               | 7–5, 7–5           | 3–6, 4–6                | 6–7(3–7), 1–6      | 1–2    | 2–4 (33 %) | 28–35 (44 %) | 4.     |
| 3 | Casper Ruud           | 5–7, 5–7      |                    | 7–6(7–4), 6–4           | 6–3, 4–6, 7–6(8–6) | 2–1    | 4–3 (57 %) | 40–39 (51 %) | 1.     |
| 5 | Félix Auger-Aliassime | 6–3, 6–4      | 6–7(4–7), 4–6      |                         |                    | 1–2    | 3–4 (43 %) | 37–39 (49 %) | 3.     |
| 8 | Taylor Fritz          | 7–6(7–3), 6–1 | 3–6, 6–4, 6–7(6–8) | 7–6(7–4), 6–7(5–7), 6–2 |                    | 2–1    | 5–3 (63 %) | 47–39 (55 %) | 2.     |

### Červená skupina
|   |                    | Tsitsipas                 | Medveděv                  | Rubljov                 | Djoković                | Zápasy | Sety       | Hry          | Pořadí |
| 2 | Stefanos Tsitsipas |                           | 6–3, 6–7(11–13), 7–6(7–1) | 6–3, 3–6, 2–6           | 4–6, 6–7(4–7)           | 1–2    | 3–5 (38 %) | 40–44 (48 %) | 3.     |
| 4 | Daniil Medveděv    | 3–6, 7–6(13–11), 6–7(1–7) |                           | 7–6(9–7), 3–6, 6–7(7–9) | 3–6, 7–6(7–5), 6–7(2–7) | 0–3    | 3–6 (33 %) | 48–57 (46 %) | 4.     |
| 6 | Andrej Rubljov     | 3–6, 6–3, 6–2             | 6–7(7–9), 6–3, 7–6(9–7)   |                         | 4–6, 1–6                | 2–1    | 4–4 (50 %) | 39–39 (50 %) | 2.     |
| 7 | Novak Djoković     | 6–4, 7–6(7–4)             | 6–3, 6–7(5–7), 7–6(7–2)   | 6–4, 6–1                |                         | 3–0    | 6–1 (86 %) | 44–31 (59 %) | 1.     |